# 梅硐镇
梅硐镇，是中华人民共和国四川省宜宾市长宁县下辖的一个乡镇级行政单位。

## 行政区划
梅硐镇下辖以下地区：
回龙社区、石陇村、星光村、天池村、六角村、泽鸿村、正坪村、马坪村、平桥村、马安村、清江村、红光村、东河村、黄金村、高简村、中坪村、两河村、天文村和龙尾村。